# Liste der Kulturdenkmale in Ullersdorf (Radeberg)
In der Liste der Kulturdenkmale in Ullersdorf (Radeberg) sind die Kulturdenkmale des Ortsteils Ullersdorf der sächsischen Stadt Radeberg verzeichnet, die bis Juli 2017 vom Landesamt für Denkmalpflege Sachsen erfasst wurden (ohne archäologische Kulturdenkmale). Die Anmerkungen sind zu beachten.
Diese Liste ist eine Teilliste der Liste der Kulturdenkmale in Radeberg.

## Liste der Kulturdenkmale in Ullersdorf (Radeberg)
| Bild                                    | Bezeichnung | Lage                                                         | Datierung                 | Beschreibung | ID       |
| --------------------------------------- | --- | ------------------------------------------------------------ | ------------------------- | --- | -------- |
|                                         | Wohnhaus | Am Heiderand 1 (Karte)                                       | 1. Hälfte 19. Jahrhundert | Obergeschoss Fachwerk verputzt, baugeschichtlich von Bedeutung, Giebel verbrettert, zum großen Teil originale Fenster | 09283296 |
|                                         | Wohnhaus | Am Heiderand 9 (Karte)                                       | Bezeichnet mit 1798       | Obergeschoss Fachwerk, bezeichnet im Schlussstein, baugeschichtlich von Bedeutung | 09283289 |
| Direkt Bild zu diesem Denkmal hochladen | Wohnhaus mit Anbau | Am Sportplatz 2 (ehemals Langebrücker Straße 2) (Karte)      | 1768 laut Auskunft        | Obergeschoss Fachwerk verbrettert, baugeschichtlich von Bedeutung, ruinös, Fachwerk über Bruchsteinsockel, Anbau: Bruchstein, mit Schleppdach | 09283290 |
|                                         | Schlauchturm der Feuerwehr                                                                                                  | Am Teich (Karte)                                             | 19. Jahrhundert           | Ortsgeschichtlich und ortsbildprägend von Bedeutung, Feuerturm verbrettert, zum Trocknen der Schläuche | 09283320 |
|                                         | Wohnstallhaus und zwei Scheunen eines Bauernhofes sowie Scheune außerhalb des Hofes                                         | Am Teich 1 (Karte)                                           | 2. Hälfte 19. Jahrhundert | Putzbauten, außerhalb des Hofes liegende Scheune verbrettert, baugeschichtlich und wirtschaftsgeschichtlich von Bedeutung | 09283321 |
|                                         | Wohnstallhaus eines Bauernhofes                                                                                             | Am Teich 2 (Karte)                                           | Mitte 19. Jahrhundert     | Verputzter Bruchsteinbau, Zwillingsfenster im Giebel, baugeschichtlich von Bedeutung | 09283319 |
|                                         | Seitengebäude und östliche Scheune eines Bauernhofes                                                                        | Am Teich 3 (Karte)                                           | Mitte 19. Jahrhundert     | Seitengebäude Obergeschoss Fachwerk verbrettert, Scheune Putzbau mit großen Toren, baugeschichtlich und wirtschaftsgeschichtlich von Bedeutung, Wohnstallhaus kein Denkmal | 09283318 |
|                                         | Wohnstallhaus, östliches Seitengebäude und südliche Scheune mit zwei weiteren angebauten Seitengebäuden eines Vierseithofes | Am Teich 6, 6a (Karte)                                       | 2. Hälfte 19. Jahrhundert | Putzbauten, baugeschichtlich und wirtschaftsgeschichtlich von Bedeutung, Lastenaufzug am Giebel des Wohnstallhauses | 09283316 |
|                                         | Schulgebäude | Dorfstraße 2 (Karte)                                         | Bezeichnet mit 1896       | Putzbau mit Walmdach und Uhrenturm, baugeschichtlich und ortsgeschichtlich von Bedeutung, bezeichnet in Inschrift und Wetterfahne | 09283305 |
|                                         | Wohnstallhaus und Scheune eines Bauernhofes                                                                                 | Dorfstraße 8 (Karte)                                         | Bezeichnet mit 1850       | Wohnstallhaus Obergeschoss Fachwerk, Scheune Bruchstein verputzt, baugeschichtlich und wirtschaftsgeschichtlich von Bedeutung | 09283306 |
|                                         | Wohnhaus | Dorfstraße 9 (Karte)                                         | Mitte 19. Jahrhundert     | Obergeschoss Fachwerk zum Teil verbrettert, baugeschichtlich von Bedeutung, Obergeschoss und Giebel verbrettert | 09283324 |
|                                         | Wohnhaus | Dorfstraße 13 (Karte)                                        | Bezeichnet mit 1835       | Obergeschoss Fachwerk verputzt, bezeichnet im Schlussstein, baugeschichtlich von Bedeutung | 09283323 |
|                                         | Wohnstallhaus und Scheune eines Bauernhofes                                                                                 | Dorfstraße 17 (Karte)                                        | Mitte 19. Jahrhundert     | Wohnstallhaus Obergeschoss Fachwerk, kleine Fachwerkscheune mit Verbretterung, baugeschichtlich und wirtschaftsgeschichtlich von Bedeutung, Scheune traufseitig zur Straße gelegen | 09283322 |
|                                         | Wohnhaus | Dorfstraße 18 (Karte)                                        | 1. Hälfte 19. Jahrhundert | Putzbau mit Rundbogenfenster im Giebel, baugeschichtlich von Bedeutung, Sandsteingewände, zum großen Teil originale Fenster, rückseitig Weingitter | 09283309 |
|                                         | Wohnstallhaus, Scheune und Seitengebäude eines Dreiseithofes                                                                | Dorfstraße 28 (Karte)                                        | 2. Hälfte 19. Jahrhundert | Baugeschichtlich und wirtschaftsgeschichtlich von Bedeutung. Wohnstallhaus: Sandsteinquader, Eckquaderung, Giebel mit Lastenaufzug. Scheunen zum Teil verbrettert. Dunggrube und Nebengebäude im Hof Streichung 2011, kein ausreichender Denkmalwert.                                               | 09283311 |
|                                         | Handschwengelpumpe | Dorfstraße 46 (bei) (Karte)                                  | Um 1900                   | Holzverkleidete Handschwengelpumpe im Garten, kulturgeschichtlich von Bedeutung | 09283313 |
|                                         | Wohnstallhaus und Scheune eines Bauernhofes                                                                                 | Schulgasse 2 (Karte)                                         | Mitte 19. Jahrhundert     | Wohnstallhaus zeittypischer Putzbau mit Zwillingsfenster im Giebel, Scheune Putzbau mit Satteldach, baugeschichtlich und wirtschaftsgeschichtlich von Bedeutung, Scheune mit Durchfahrt | 09283300 |
|                                         | Wohnstallhaus, Scheune und Seitengebäude eines Bauernhofes                                                                  | Schulgasse 6 (Karte)                                         | Mitte 19. Jahrhundert     | Wohnstallhaus zeittypischer Putzbau, Scheune verputzter Bruchsteinbau, Seitengebäude zum Teil Fachwerk, baugeschichtlich und wirtschaftsgeschichtlich von Bedeutung. Scheune: Bruchstein, verputzt. Seitengebäude: Ziegel mit Fachwerk.                                                             | 09283302 |
|                                         | Wohnhaus mit Nebengebäude                                                                                                   | Ullersdorfer Hauptstraße 1 (ehemals Hauptstraße 1) (Karte)   | Mitte 19. Jahrhundert     | Späthistoristischer Putzbau mit verbrettertem Giebel, baugeschichtlich von Bedeutung. Das Haus steht in der Gemarkung Dresdner Heide (siehe auch dort), gehört also zur Stadt Dresden und wurde vom Landesamt für Denkmalpflege falsch zugeordnet.                                                  | 09283327 |
|                                         | Gasthof | Ullersdorfer Hauptstraße 15 (ehemals Hauptstraße 15) (Karte) | 2. Hälfte 19. Jahrhundert | Breit gelagerter Putzbau mit Drempel und Walmdach, Saalanbau Rundbogenfenster mit Lisenengliederung, baugeschichtlich und ortsgeschichtlich von Bedeutung, halbrunder hölzerner Eingangsvorbau. Ehemals denkmalgeschützter östlicher Saalanbau wegen Turnhallenneubaus im Frühjahr 2016 abgerissen. | 09283304 |
|                                         | Wohnhaus und zwei Seitengebäude                                                                                             | Ullersdorfer Hauptstraße 20 (ehemals Hauptstraße 20) (Karte) | Mitte 19. Jahrhundert     | Wohnhaus Obergeschoss Fachwerk, südliches Seitengebäude Fachwerk, baugeschichtlich von Bedeutung, Wohnhaus mit verbrettertem Giebel, linkes Seitengebäude mit aufgenagelten Brettern | 09283294 |
|                                         | Wohnhaus | Ullersdorfer Hauptstraße 47 (ehemals Hauptstraße 47) (Karte) | Um 1890                   | Schlichter Putzbau mit Fachwerk im Giebel, baugeschichtlich von Bedeutung, Holzbalkons, Krüppelwalmdach | 09283292 |
|                                         | Ullersdorfer Mühle; Todenmühle; Gasthof mit sämtlichen Anbauten                                                             | Ullersdorfer Mühle 2 (Karte)                                 | Um 1900                   | Repräsentativer Putzbau mit Schmuckfachwerk an den Giebelseiten, baugeschichtlich und ortsgeschichtlich von Bedeutung. Fassade mit hohem geschwungenem Giebel (asymmetrisch), mit Saalanbau, verwaschene Inschrift. Der Name Todenmühle hängt mit dem Brauch des Winteraustreibens zusammen.        | 09283286 |

## Streichungen von der Denkmalliste
| Bild                                    | Bezeichnung                                                                       | Lage                                                         | Datierung                 | Beschreibung | ID       |
| --------------------------------------- | --------------------------------------------------------------------------------- | ------------------------------------------------------------ | ------------------------- | --- | -------- |
|                                         | Löschwasserteich mit Entenhaus, steinern eingefasst und von Grünfläche umrahmt    | Am Teich (Karte)                                             |                           | Löschwasserteich mit Entenhaus, Streichung 2011, kein ausreichender Denkmalwert vorhanden                                                                                    |          |
|                                         | Wohnstallhaus, Scheune und Nebengebäude eines ehemaligen Dreiseithofes            | Am Teich 4 (Karte)                                           | 2. Hälfte 19. Jahrhundert | |          |
| Direkt Bild zu diesem Denkmal hochladen | Freistehendes Wohnhaus                                                            | Bischofsweg 12 (Karte)                                       | Um 1890                   | |          |
| Direkt Bild zu diesem Denkmal hochladen | Wohnstallhaus eines Bauernhofes                                                   | Dorfstraße 14                                                | 1. Hälfte 19. Jahrhundert | Obergeschoss Fachwerk, baugeschichtlich von Bedeutung; zwischen 2008 und 2011 abgerissen. Mit seitlichem Anbau, Bruchsteinsockel, seitlicher Anbau befand sich rechts.       | 09283308 |
|                                         | Wohnstallhaus und Seitengebäude eines Bauernhofes                                 | Dorfstraße 22 (Karte)                                        | Mitte 19. Jahrhundert     | Wohnstallhaus Obergeschoss Fachwerk verputzt, bau- und wirtschaftsgeschichtlich von Bedeutung. Zwischen 2017 und 2024 aus der Denkmalliste gestrichen.                       | 09283310 |
|                                         | Wohnstallhaus mit angebautem Seitengebäude                                        | Dorfstraße 30 (Karte)                                        | Bezeichnet mit 1813       | Wohnhaus Obergeschoss Fachwerk, baugeschichtlich von Bedeutung, Wohnstallhaus mit Anbau (im rechten Winkel), Giebel mit Kunstschiefer verkleidet. 2020 oder 2021 abgerissen. | 09283312 |
| Direkt Bild zu diesem Denkmal hochladen | Wohnstallhaus und Scheune eines ehemaligen Bauernhofes                            | Dorfstraße 51 (Karte)                                        | Mitte 19. Jahrhundert     | Wohnstallhaus mit Fachwerk im Obergeschoss |          |
| Direkt Bild zu diesem Denkmal hochladen | Wohnstallhaus                                                                     | Dorfstraße 53a (Karte)                                       | 1. Hälfte 19. Jahrhundert | Vermutlich abgerissen und durch Neubau ersetzt |          |
| Direkt Bild zu diesem Denkmal hochladen | Holzverkleidete Handschwengelpumpe im Garten                                      | Dorfstraße 55 (Karte)                                        |                           | |          |
| Direkt Bild zu diesem Denkmal hochladen | Freistehendes Wohnhaus mit Nebengebäude                                           | Ullersdorfer Hauptstraße 6 (ehemals Hauptstraße 6) (Karte)   | Um 1860/1870              | |          |
| Direkt Bild zu diesem Denkmal hochladen | Ländliches Wohnhaus mit Einfriedung                                               | Ullersdorfer Hauptstraße 19 (ehemals Hauptstraße 19) (Karte) | 1. Hälfte 19. Jahrhundert | |          |
| Direkt Bild zu diesem Denkmal hochladen | Wohnhaus (Fachwerk im Giebel) mit Hofgebäude                                      | Ullersdorfer Hauptstraße 23 (ehemals Hauptstraße 23) (Karte) | Um 1870                   | |          |
|                                         | Gasthof „Schmiedeschänke“ und Nebengebäude (mit Gartenlokal)                      | Ullersdorfer Hauptstraße 26 (ehemals Hauptstraße 26) (Karte) | 1895                      | |          |
| Direkt Bild zu diesem Denkmal hochladen | Freistehendes Wohnhaus mit Hofgebäude und Einfriedung                             | Ullersdorfer Hauptstraße 29 (ehemals Hauptstraße 29) (Karte) | Um 1870                   | |          |
| Direkt Bild zu diesem Denkmal hochladen | Freistehendes Wohnhaus (Fachwerk im Giebel) mit Hofgebäuden                       | Ullersdorfer Hauptstraße 39 (ehemals Hauptstraße 39) (Karte) | Um 1890                   | |          |
| Direkt Bild zu diesem Denkmal hochladen | Freistehendes Wohnhaus                                                            | Ullersdorfer Hauptstraße 43 (ehemals Hauptstraße 43) (Karte) | Um 1890                   | |          |
|                                         | Hölzernes Wartehäuschen                                                           | Ullersdorfer Mühle 2 (gegenüber) (Karte)                     | Um 1900                   | |          |
| Direkt Bild zu diesem Denkmal hochladen | Freistehendes Wohnhaus (eventuell ehemaliges Nebengebäude zur Ullersdorfer Mühle) | Ullersdorfer Mühle 4 (Karte)                                 | 1890er Jahre              | |          |

## Tabellenlegende
- Bild: Bild des Kulturdenkmals, ggf. zusätzlich mit einem Link zu weiteren Fotos des Kulturdenkmals im Medienarchiv Wikimedia Commons. Wenn man auf das Kamerasymbol klickt, können Fotos zu Kulturdenkmalen aus dieser Liste hochgeladen werden:
- Bezeichnung: Denkmalgeschützte Objekte und ggf. Bauwerksname des Kulturdenkmals
- Lage: Straßenname und Hausnummer oder Flurstücknummer des Kulturdenkmals. Die Grundsortierung der Liste erfolgt nach dieser Adresse. Der Link (Karte) führt zu verschiedenen Kartendiensten mit der Position des Kulturdenkmals. Fehlt dieser Link, wurden die Koordinaten noch nicht eingetragen. Sind diese bekannt, können sie über ein Tool mit einer Kartenansicht einfach nachgetragen werden. In dieser Kartenansicht sind Kulturdenkmale ohne Koordinaten mit einem roten bzw. orangen Marker dargestellt und können durch Verschieben auf die richtige Position in der Karte mit Koordinaten versehen werden. Kulturdenkmale ohne Bild sind an einem blauen bzw. roten Marker erkennbar.
- Datierung: Baubeginn, Fertigstellung, Datum der Erstnennung oder grobe zeitliche Einordnung entsprechend des Eintrags in der sächsischen Denkmaldatenbank
- Beschreibung: Kurzcharakteristik des Kulturdenkmals entsprechend des Eintrags in der sächsischen Denkmaldatenbank, ggf. ergänzt durch die dort nur selten veröffentlichten Erfassungstexte oder zusätzliche Informationen
- ID: Vom Landesamt für Denkmalpflege Sachsen vergebene, das Kulturdenkmal eindeutig identifizierende Objekt-Nummer. Der Link führt zum PDF-Denkmaldokument des Landesamtes für Denkmalpflege Sachsen. Bei ehemaligen Kulturdenkmalen können die Objektnummern unbekannt sein und deshalb fehlen bzw. die Links von aus der Datenbank entfernten Objektnummern ins Leere führen. Ein ggf. vorhandenes Icon  führt zu den Angaben des Kulturdenkmals bei Wikidata.